# Rubus czarnunensis
Rubus czarnunensis är en rosväxtart som först beskrevs av Franz Joseph Spribille, och fick sitt nu gällande namn av Franz Joseph Spribille. Rubus czarnunensis ingår i släktet rubusar, och familjen rosväxter. Inga underarter finns listade i Catalogue of Life.